# Бредфорд (округ, Пенсільванія)
Шаблон:StateAbbr_ 41°47′ пн. ш. 76°31′ зх. д. / 41.79° пн. ш. 76.52° зх. д.
Округ Бредфорд (англ. Bradford County) — округ (графство) у штаті Пенсільванія, США. Ідентифікатор округу 42015.

## Історія
Округ утворений 1810 року.

## Демографія
За даними перепису
2000 року
загальне населення округу становило 62761 осіб, зокрема міського населення було 17499, а сільського — 45262.
Серед мешканців округу чоловіків було 30593, а жінок — 32168. В окрузі було 24453 домогосподарства, 17308 родин, які мешкали в 28664 будинках.
Середній розмір родини становив 2,99.
Віковий розподіл населення поданий у таблиці:
| Стать    | До 15 років | 15-21 | 22-29 | 30-39 | 40-49 | 50-65 | 65-85 | Понад 85 |
| -------- | ----------- | ----- | ----- | ----- | ----- | ----- | ----- | -------- |
| Чоловіки | 6715        | 2793  | 2506  | 4333  | 4748  | 5343  | 3796  | 359      |
| Жінки    | 6369        | 2709  | 2598  | 4437  | 4774  | 5571  | 4864  | 846      |

## Суміжні округи
- Чеманг, Нью-Йорк — північ
- Тайога, Нью-Йорк — північ
- Сасквегенна — схід
- Вайомінг — південний схід
- Саллікан — південь
- Лайкомінг — південний захід
- Тайога — захід

## Виноски
1. ↑  U.S. Decennial Census. United States Census Bureau. Архів оригіналу за 26 квітня 2015. Процитовано 5 березня 2015.
2. ↑  Historical Census Browser. University of Virginia Library. Архів оригіналу за 11 серпня 2012. Процитовано 5 березня 2015.
3. ↑  Forstall, Richard L., ред. (24 березня 1995). Population of Counties by Decennial Census: 1900 to 1990. United States Census Bureau. Архів оригіналу за 20 березня 2015. Процитовано 5 березня 2015.
4. ↑  Census 2000 PHC-T-4. Ranking Tables for Counties: 1990 and 2000 (PDF). United States Census Bureau. 2 квітня 2001. Архів оригіналу (PDF) за 18 грудня 2014. Процитовано 5 березня 2015.
5. ↑  State & County QuickFacts. United States Census Bureau. Архів оригіналу за 19 лютого 2016. Процитовано 16 листопада 2013. [Архівовано 2016-02-19 у Wayback Machine.](англ.) Наведено за англійською вікіпедією.
6. ↑  American FactFinder. Бюро перепису населення США. Архів оригіналу за 26 лютого 2012. Процитовано 31 січня 2008. [Архівовано 2008-05-21 у Wayback Machine.]

| США | Це незавершена стаття з географії США. Ви можете допомогти проєкту, виправивши або дописавши її. |